# Omar Jasika
Omar Jasika (nació el 18 de mayo de 1997) es un jugador de tenis australiano.
Los padres de Jasika, que son de Bosnia y Herzegovina, emigraron a Australia durante la guerra de Bosnia antes del nacimiento de Omar.
Jasika comenzó la temporada alcanzando los cuartos de final del Challenger de Playford antes de perder en la priemra ronda de la clasificación individual para el  Abierto de Australia 2018. ASADA lo suspendió del tenis profesional durante dos años después de haber dado positivo por cocaína en diciembre de 2017. Jasika era elegible para jugar nuevamente en marzo de 2020. 

## Títulos ATP Challenger (3; 3+0)

### Individuales (3)
| N.° | Fecha                | Torneo               | Superficie | Oponente en la final | Resultado        |
| --- | -------------------- | -------------------- | ---------- | -------------------- | ---------------- |
| 1.  | 4 de febrero de 2017 | Challenger de Burnie | Dura       | Blake Mott           | 6-2, 6-2         |
| 2.  | 4 de febrero de 2024 | Challenger de Burnie | Dura       | Alex Bolt            | 6-2, 6-7(2), 6-3 |